# Oki Pro-Am
O Oki Pro-Am foi um torneio masculino de golfe que fez parte do calendário do circuito europeu da PGA em 1996 e 1997. Ambas as edições foram disputadas no Golf La Moraleja, em Madrid, Espanha.

## Campeões
| Ano  | Campeão       | País           | Pontuação | Par | Margem de vitória | Vice-campeão  |
| ---- | ------------- | -------------- | --------- | --- | ----------------- | ------------- |
| 1997 | Paul McGinley | Irlanda        | 266       | −22 | 4 tacadas         | Iain Pyman    |
| 1996 | Tom Kite      | Estados Unidos | 273       | −15 | 1 tacada          | Ángel Cabrera |